# セキド
株式会社セキド（英: Sekido Co., Ltd.）は、東京都渋谷区に本社を置く小売業者である。
ブランドショップ「Love Love（ラブラブ）」 、韓国コスメ店「 &choa！（アンド・チョア）」などの店舗をチェーン展開している。

## 概要
ファッション店での取扱商品は、宝飾品・バッグ・時計・衣料品・化粧品など。日本国外でブランド品を直接買い付け、手頃な値段で店頭に並べている。
かつては家電量販店「でんきのセキド」を運営していた。
ドローン販売代理店の「セキド」とは資本関係、その他、一切関係がないので注意が必要である。

## 沿革
1956年の創業時には、10平米ほどの小型電器店であった。のちに複数の家電専門店をチェーン展開する。
1977年、当時の経営者がアメリカ合衆国へ視察に行き、そこで家電専門店が大型のホームセンターなどに圧倒されている様子を目の当たりにした。
翌1978年、同社は当時の年商の約2⁄3に相当する巨額の投資をして、ホームセンター事業に参入した。
当初はノウハウに乏しいままの参入であったが、この事業は大きく成長し、さらにカー用品店、ブランドショップなどの独立した事業へと分かれていった。
家電不況などと呼ばれた1990年代にあっても、同社は多角化が功を奏して生き残りと成長を果たし、2000年度には東京証券取引所へ上場するに至る。
当時、八王子市内・周辺の家電量販店は、同社が出店する「でんきのセキド」と、家庭科学（現在のタンタンコーポレーション）が出店する「電気の家庭科学」、ムラウチが出店する「ムラウチ電器」が販売を競っていた。家庭科学は2000年にはネットショップ「タンタンショップ」を設置し、その後は実店舗を全て閉店し、2006年にネット専業に業態転換した。ムラウチは、2000年に「ムラウチドットコム」を展開し、実店舗の経営を縮小していった。ライバル2社が家電のネット販売に事業の中心を移していったのに対して、同社は、ネット販売をせず、取扱商品を多角化する経営方針を選択した。
しかし、同社は2000年をピークとして減収に転じ、651億円以上あった売上高が、2008年2月期には約249億円に落ち込んだ。2004年以降既存店を相次いで閉店し、ホームセンター・カー用品店といった事業から撤退するなど事業の再構築を進め、2012年には当初の本業であった家電量販店からも撤退することになった。
2014年4月の消費税増税の影響で業績が急速に悪化しており、2016年3月期の決算では純資産が資本金を割り込んだ状態となっている。この状態が続けば債務超過に転落するおそれがあり、早急な業績改善が望まれる。2017年3月期の業績予想では売上高は100億円の大台を割り込み、約97億円となる見込みである。
2020年3月期第2四半期EDINETでは、2期連続で営業キャッシュ・フローのマイナスを計上したことから、継続企業の前提に重要な疑義を生じさせるような状況が存在すると発表された。

### 年表
1. - 1956年 - 東京都八王子市追分町にて関戸電機商会として創業[3]。
  - 1963年 - 法人化し、株式会社関戸電機となる（設立日は2月11日）。
  - 1978年 - ホームセンター事業に進出。
  - 1979年 - 神奈川県相模原市に家電販売のため株式会社橋本セキドを設立。
  - 1983年 - カー用品店事業スタート。
  - 1984年 - 株式会社関戸電機が、株式会社セキド（東京都八王子市所在）に社名を変更する。
  - 　同年　- フランチャイズ契約制度を開始し、フランチャイザーとなる。
  - 1988年 - 台湾での小売事業に進出。
  - 　同年　- 株式会社橋本セキドが、株式会社セキド（神奈川県相模原市所在）に商号変更。
  - 1989年 - ブランドショップとスポーツ用品店事業スタート。
  - 　同年　- 株式会社セキド（神奈川県相模原市所在）を形式的存続会社とし、株式会社セキド（実質的存続会社。東京都八王子市所在）他4法人を吸収合併した。
  - 1990年 - 株式店頭公開。
  - 1992年 - 台湾から撤退。
  - 1993年 - 衣料品店事業スタート。
  - 1995年 - 赤まる市場(ホームセンター。群馬県高崎市)に出店
  - 1999年 - フランチャイジーとしてレンタルショップ「TSUTAYA」運営に乗り出す。
  - 2000年 - 東京証券取引所2部に上場。
  - 2000年 - スーパーセレクトショップ「LOVELOVE」を相模原市にオープン
  - 2004年 - ホームセンター事業からの撤退と不採算事業の閉鎖を決定。
  - 2005年 - タリーズコーヒーのフランチャイジーとなり群馬県 館林市に店舗をオープン
  - 　同年　- TSUTAYA事業を他社に譲渡。
  - 　同年　- ホームセンター事業部を廃止。
  - 2006年 - スポーツ・カー用品事業部を廃止。
  - 2010年 - 本社を東京都新宿区に移転。
  - 2012年 - 家電の店舗販売から撤退。家電販売の既存店は10月14日までに全店閉店。[4]
  - 2016年 - ファッション事業部の旗艦店であったGINZA LoveLove 銀座店が閉店。
  - 2021年 - 韓国コスメ店「&choa！」の出店を開始。

## 展開店舗

### 現存する業態
ファッション事業部
- Super Select Shop LoveLove
- GINZA LoveLove
- &choa！

### 撤退した業態
- でんきのセキド

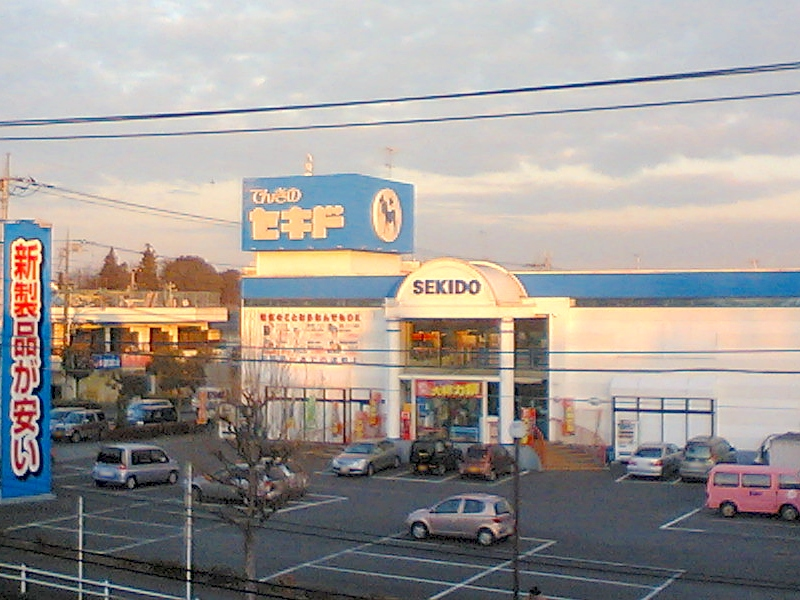
でんきのセキド めじろ台店
（東京都八王子市）

  - 青森県のサンワドー(現：DCMサンワ)とフランチャイズ契約を結び青森県にも出店していた。フランチャイズ解除後サンワドーは新たに上新電機とフランチャイズ契約を結んだ。
- Digital Network Shop SEKIDO
- C＆G館
- LOVELOVEリサイクル館
- ホームセンターラブラブ
- ラブラブナビ店
- くるまの友だちラブ君
- ラブラブスポーツ
- メタ・プレッツオ
- ルナシャンテ
- ブランド&ジュエリーラブラブ